# Sonnet (河合その子のアルバム)
『sonnet』（ソネット）は、河合その子のベスト・アルバム。1990年12月21日発売。発売元はCBS/SONY RECORDS。品番はCSCL-1617（CD）。

## 背景
キャッチコピーは『“あの時”を飾った14の旋律。』。
8cmCDサイズのベスト・アルバム『My Favorite Songs』シリーズから発売された『雨の木』以来約2年ぶりとなるベスト・アルバムで、河合が芸能活動休止前最後のアルバムである。
「落葉のクレッシェンド」のシングルバージョンは、河合名義のアルバムでは初収録となり、「夢から醒めた天使」は、アルバムでは初収録且つ初CD化された。

## 再発売
2019年12月25日に、配信限定で再リリースされた。

## 収録曲
1. 涙の茉莉花LOVE（4:03）
  - 作詞: T2[注 2]、作曲・編曲: 後藤次利
2. 落葉のクレッシェンド（4:07）
  - 作詞: 秋元康、作曲・編曲: 後藤次利
3. 青いスタスィオン（4:09）
  - 作詞: 秋元康、作曲・編曲: 後藤次利
4. 再会のラビリンス（4:26）
  - 作詞: 秋元康、作曲・編曲: 後藤次利
5. 悲しい夜を止めて（4:10）
  - 作詞: 秋元康、作曲・編曲: 後藤次利
6. 哀愁のカルナバル（4:29）
  - 作詞: 秋元康、作曲・編曲: 後藤次利
7. JESSY（4:24）
  - 作詞: 川村真澄、作曲・編曲: 後藤次利
8. 夢から醒めた天使（4:18）
  - 作詞: 小林和子、作曲・編曲: 和泉一弥
9. 雨のメモランダム（4:20）
  - 作詞: 川村真澄、作曲: 木戸やすひろ、編曲: 大谷和夫
10. 淡い紫のブライトライツ（4:00）
  - 作詞: あさくらせいら、作曲: 河合その子、編曲: Todd Yvega
11. 生まれたままの風（3:47）
  - 作詞: 谷穂ちろる、作曲: 河合その子、編曲: Todd Yvega
12. フレンズ（4:46）
  - 作詞: 谷穂ちろる、作曲: 河合その子、編曲: 佐藤準
13. ひとときの未来（3:58）
  - 作詞・作曲: 河合その子、編曲: 武部聡志
14. 空を見上げて（4:20）
  - 作詞: 谷穂ちろる、作曲: 河合その子、編曲: 安藤高弘